# Венгерская кухня

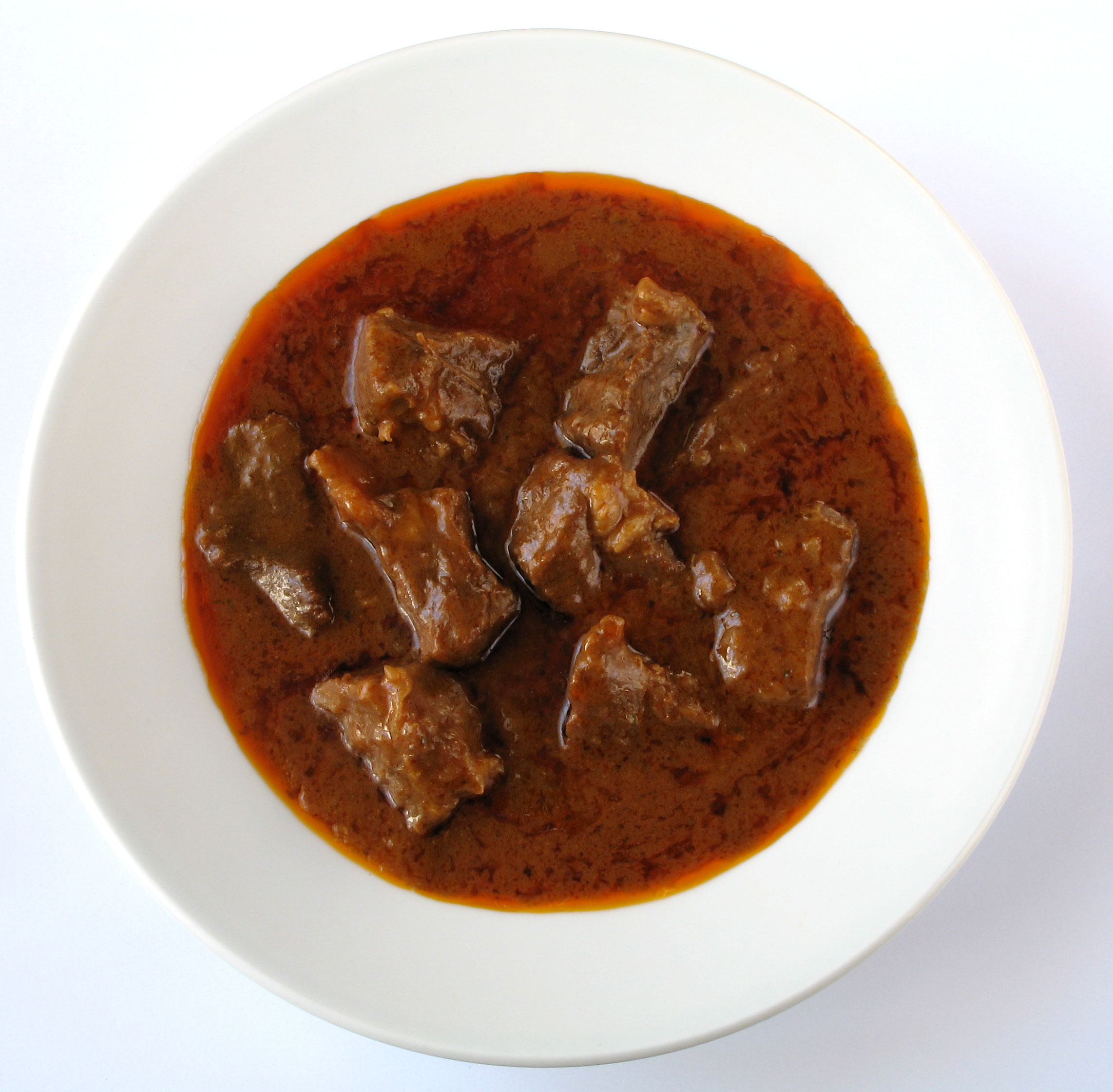
Пёркёльт

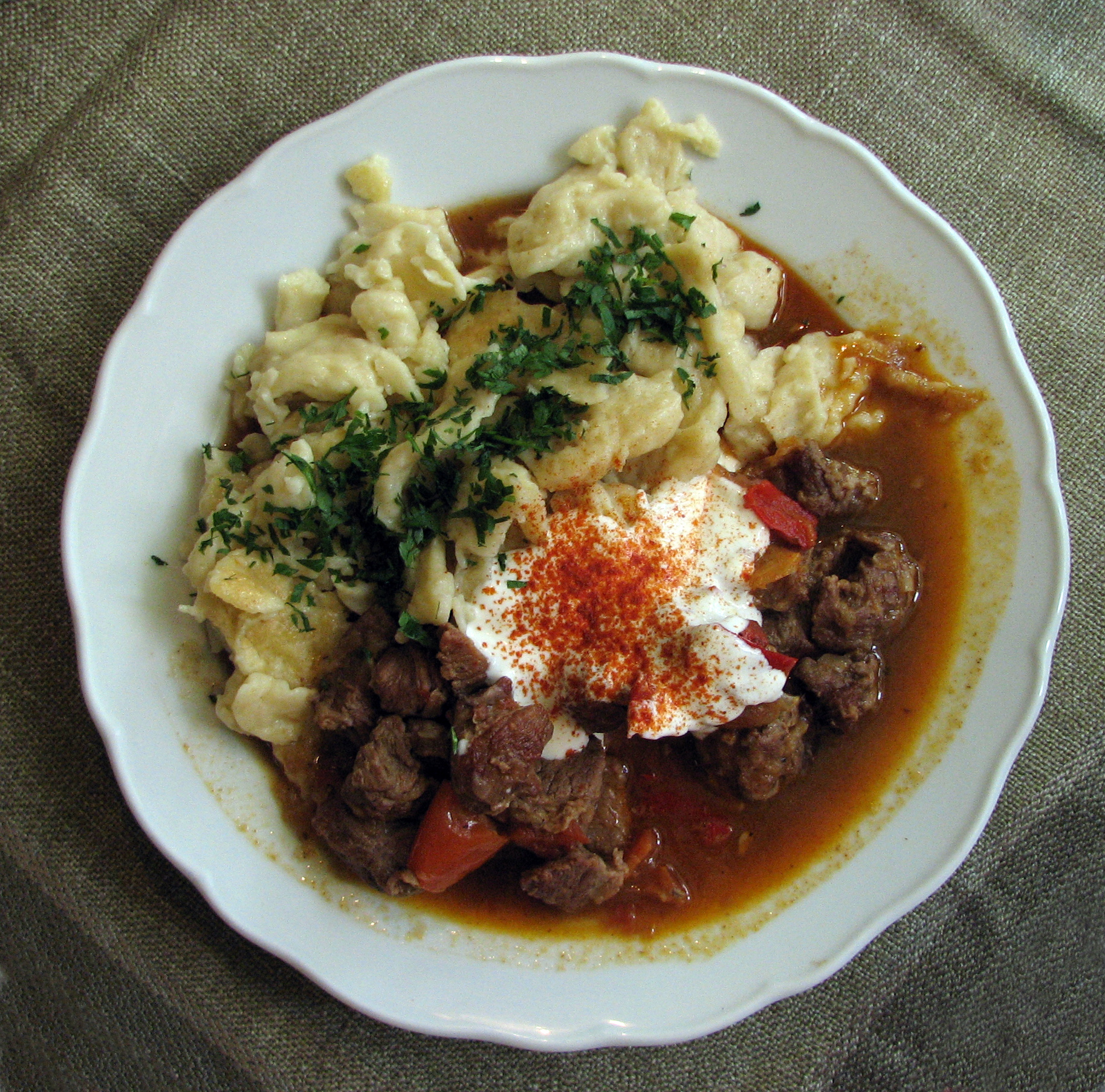
Паприкаш из телятины

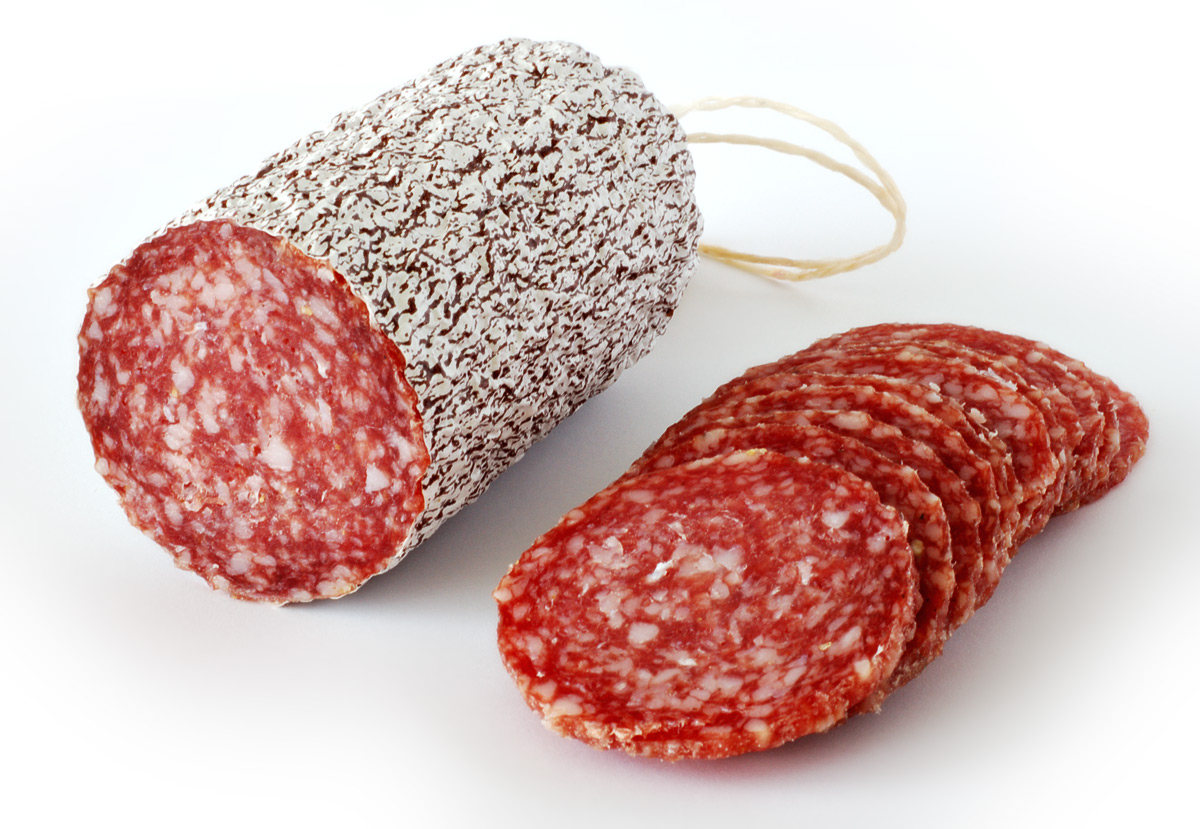
Венгерская колбаса салями

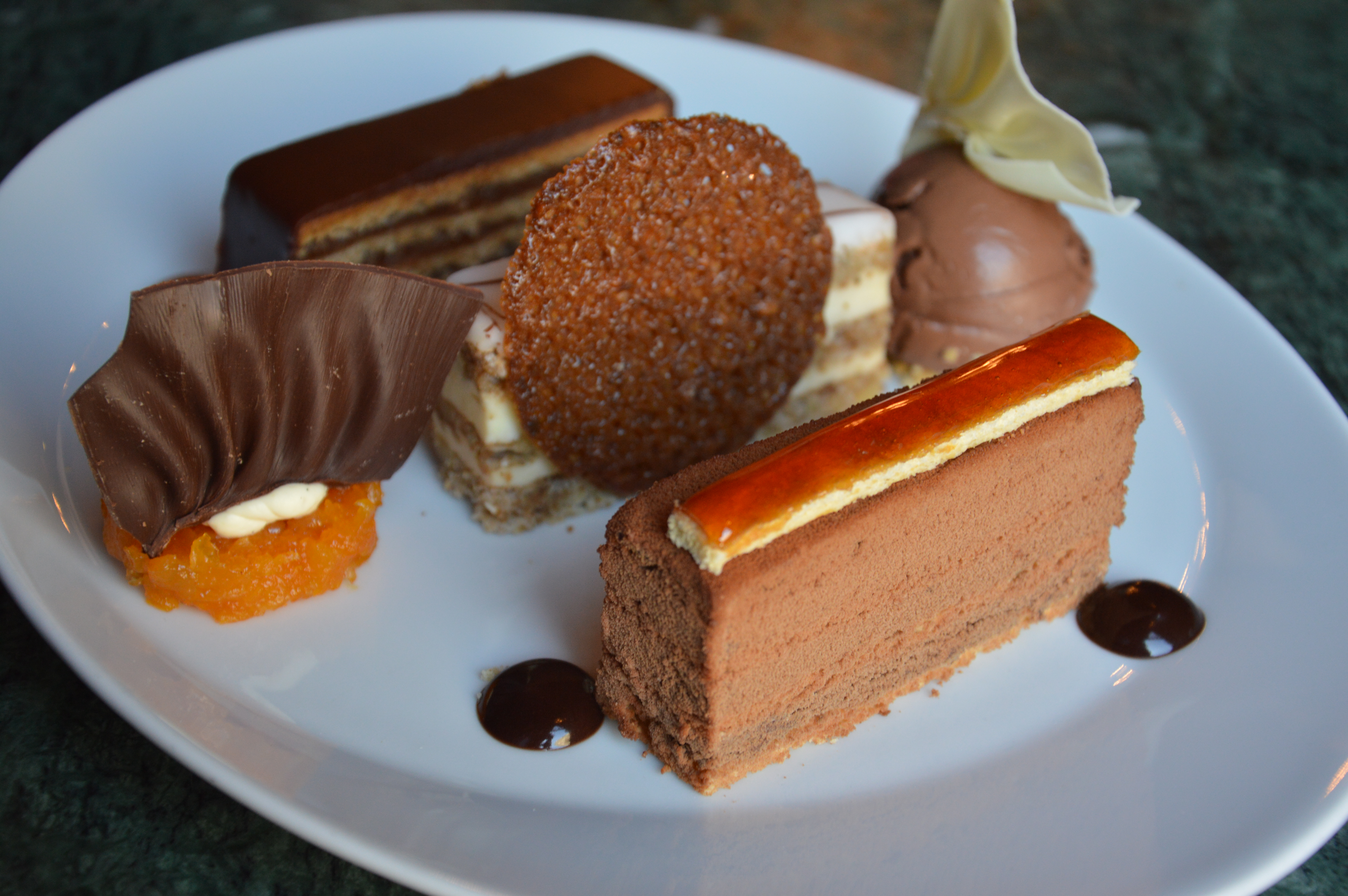
Ассорти из пирожного «Жербо» и тортов «Эстерхази» и «Добош», сервированное в кафе «Жербо»

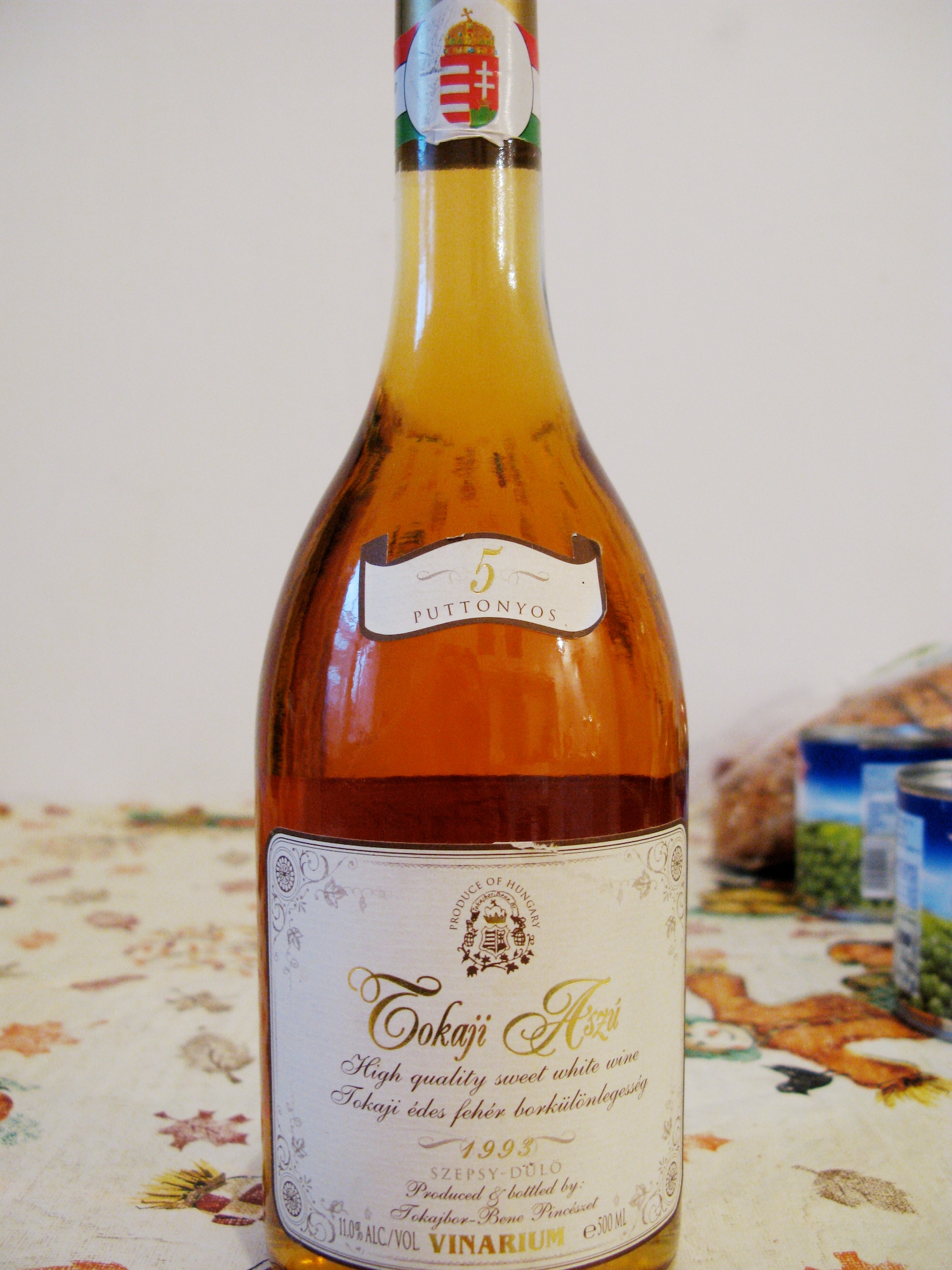
Токайское вино

Венгерская кухня (венг. magyar konyhaművészet) отличается большим разнообразием и фантазией в приготовлении блюд, их сытностью и использованием разнообразных приправ. Отличается большим разнообразием мясных блюд, использованием сезонных овощей, фруктов, свежего хлеба, молочных продуктов и сыров.
Венгерская кухня богата мясными блюдами. В них преобладают свинина и свиное сало. Девизом венгерских кулинаров по-прежнему являются строчки из оперетты Имре Кальмана «Марица»: «Коли мясо, так свинина, коли сало — острый шпик».
Вкус блюд обеспечивают в той или иной форме репчатый лук и перец-паприка.
Классическими для венгерской кухни считаются кушанья, соединяющие в себе первое и второе блюда. Таково, например, лечо (lecsó) — блюдо из лука, помидоров, паприки и слабо-копчёной свиной колбасы — kolbász, а также гуляш и бограч, его разновидность, приготовленная в котелке. Богатую традицию имеют многочисленные кушанья под названием пёркёльт. Это особым способом приготовленное мясо (говядина, телятина, курятина, крольчатина, свинина, баранина или мясо дикого кабана). Бывает также рыбный и крабовый пёркёльт, а также овощной и грибной. Под пёркёльтом обобщённо понимают всё, что поджаривается в мелко нарезанном виде с луком, потом посыпается паприкой и тушится. То же блюдо, но тушённое в сметане, называется паприкаш: например, куриный паприкаш. Паприкаш готовят из рыбы, курицы, телятины или ягнёнка, но никогда — из говядины, гусятины, баранины, утки или дичи, потому как главное требование при приготовлении настоящего паприкаша звучит как: «Ни жирного, ни чёрного мяса». Главными приправами к нему служат обычно свиной жир, лук, молотый перец, иногда стручки паприки и помидоры. Картофельный паприкаш часто выступает гарниром, но с добавленными колбасой или сосисками может подаваться как самостоятельное блюдо.
Ещё одно блюдо — токань — отличается от пёркёльта только тем, что мясо для него нарезают тонкими полосками, а лук и паприку кладут в меньших количествах, при этом добавляя для вкуса сметану, грибы, зелёный горошек и зелень. Из квашеной капусты с грудинкой и дебреценской копчёной колбасой или сосисками готовят густой суп корхейлевеш.
Традиционный деликатес — характерные для венгерской национальной кухни всевозможные виды жаркого. Например, жаркое из молочного поросёнка, фаршированного рубленым свиным окороком без жира, называется «девственное жаркое» (szüzpecsenye). Или жаркое по-брашовски — из жареной свинины и картофеля. Венгерский ростбиф (rostélyos) — это жаркое из говядины, которое приготавливается в самых разных вариантах, но непременно содержит кусок мяса из бедра или спины животного. Наиболее известными являются хортобадьский ростбиф, который подаётся с мучными клёцками и всевозможными травами, и ростбиф Эстерхази — с майонезно-горчичным соусом. Мясное ассорти на углях называется фатаньерош и подается на специальных плоских деревянных блюдах. К Всемирной выставке 1958 года в ВНР придумали новое блюдо из всевозможных качественных и ценных продуктов — вырезку по-будапештски.
Дичь в Венгрии чаще всего подают в жареном или тушёном виде с тёмным густым соусом.
Со времён Австро-Венгрии популярен шницель по-венски. Он должен быть очень тонким, обильно посыпан панировочными сухарями и готовиться из телятины и на свином жиру. Деликатесом считается шницель, фаршированный мозгами.
В Европе широко известна венгерская сырокопчёная колбаса салями (szalámi), а также дебреценские сосиски с паприкой.
Среди рыбных блюд известен фогаш, судак из Балатона, однако наиболее знаменита уха халасле. Это нечто большее, чем просто рыбный суп. По традиции её готовят из разных сортов рыб с добавлением лука, паприки и помидоров. Но есть множество и других вариантов, не обходящих вниманием, по сути, ни одну из пресноводных рыб. По традиции, это блюдо съедают как первое, а на второе идёт турошчуса — вермишель со сметаной и со шкварками (хорошо прожаренными, хрустящими кусочками шпика).
Венгерский фастфуд — лангош.
На десерт в Венгрии подают тоненькие слоёные блинчики (palacsinta), нафаршированные чем-нибудь сладким. Одним из примечательных блюд являются блинчики по-гунделевски, названные так в честь будапештского гастронома Кароя Гунделя. Фаршированные орехами блинчики по-гунделевски подают в знаковом будапештском ресторане «Гундель». Классическими десертами являются «золотые галушки» и варгабелеш. Традиционными тортами Венгрии являются «Добош» и «Шомлойская галушка», «Эстерхази» и «Риго Янчи». Венгерский вариант штруделя называется «ретеш». В качестве сладкого угощения на массовых гуляньях зачастую подаётся кюртёшкалач.
К каждому блюду венгерской кухни имеется всегда соответствующее вино как аперитив: венгерский «вермут», сухое токайское «самородное», венгерская абрикосовая водка, венгерское пиво заводов Кёбанья; одним из культурных символов венгерской кухни является горький травяной бальзам-ликёр «Уникум», даже получивший прозвище «унгарикум». Балатонское вино из виноградников «Шомло», и находящаяся вблизи от Шомло живописная местность Бадачонь известна своими винами «Бадачоньское». Вулканическая почва виноградников этой местности объясняет вкусовой букет этих вин «Овернья» и «Кекньелю» (синий стебелёк). Пользуются высокой оценкой белые вина из города Кечкемета «Кечкемети леанька» (Кечкеметская девушка) и «Дебрей харшлевелю» (липовый лист из Дебре). Из красных вин можно отметить «Сексарди вереш» (сексардское красное), «Эгри бикавер» (эгерская бычья кровь). Одним из наиболее известных является токайское вино, благодаря своему букету вкусовых тонов и аромату.